# Robert Fulton
Pour les articles homonymes, voir Fulton.
Robert Fulton, né à Little Britain le 14 novembre 1765 et mort à New York le 24 février 1815, est un ingénieur, peintre, sous-marinier et inventeur américain.
Considéré comme le créateur du bateau à vapeur, il fut en fait celui qui, par son talent d’ingénieur, parvint à rendre réellement opérationnel un procédé déjà connu, comme le prouvent les expériences de Denis Papin en Allemagne (1707), d’Auxiron et Jouffroy d'Abbans en France (1774), de John Fitch (1787) aux États-Unis, et de Symington (1788, 1801) en Angleterre. Ce même talent d’ingénieur l’a conduit à réaliser, en tenant compte de l’invention de David Bushnell, le premier sous-marin militaire ayant montré sa capacité à détruire.

## Biographie

### Jeunesse et débuts dans la peinture
Quatrième des cinq enfants de Robert Fulton et de Mary Smith, Robert Fulton naît le 14 novembre 1765. Ses trois sœurs aînées sont Elizabeth, Isabella, et Mary ; Abraham est son frère cadet. Son père meurt en 1768, alors qu'il n'est âgé que de trois ans.
Cultivant son goût pour la peinture, il part, à l'âge de 17 ans, à Philadelphie, en apprentissage chez le bijoutier anglais Jeremiah Andrews, où il se fait un nom en peignant des portraits et des miniatures : il y rencontre Benjamin Franklin dont il peint le portrait.
En 1786, Fulton s’établit en Grande-Bretagne, afin d’étudier la peinture avec Benjamin West et expose ses toiles pendant des années, avant de se tourner, peu à peu, vers le dessin industriel.
De 1796 à 1797, il crée le bateau de Fitch à propulsion par hélice, et part, en 1797, pour la France, où le marquis de Jouffroy a expérimenté, en 1783, le Pyroscaphe, bateau à vapeur équipé de roues à aubes avec succès.
Le 5 floréal An VII, Fulton obtient pour dix ans l'exploitation du brevet d'importation du panorama inventé par Robert Barker en Angleterre. Il fit pour cela construire une rotonde à Paris en bordure du boulevard des Capucines où fut exposé le premier panorama français, Vue de Paris depuis les Tuileries, peint par Pierre Prévost et Delafontaine. Fulton revend ensuite ce brevet à son concitoyen James William Thayer (1763-1835) qui venait d'acquérir l'hôtel de Montmorency-Luxembourg, où il fit construire le futur passage des Panoramas, surmonté d'une double rotonde afin de monter cette attraction.

### L'ingénieur

#### En France, le sous-marinNautilus
Fulton propose au Directoire, alors en guerre contre l’Angleterre, un sous-marin baptisé Nautilus. Sa proposition sera deux fois refusée parce qu'inadmissible au motif que d’autres s’en permettraient aussitôt l’usage et la guerre en viendrait à des moyens atroces. Il partira alors en Hollande pour en revenir après le coup d’État de Bonaparte et reçoit en 1800 du Premier Consul l’autorisation de construire. Si Fulton avait bénéficié des idées et des expériences de ceux qui l’avaient précédé, son Nautilus sera tellement supérieur à tous les sous marins proposés jusqu’alors que c’est bien à lui que l’on doit d’avoir démontré, prototype à l’appui, la possibilité d'utiliser des sous-marins comme bâtiments de combat. 70 ans plus tard Jules Verne reprendra le nom du Nautilus dans Vingt mille lieues sous les mers.

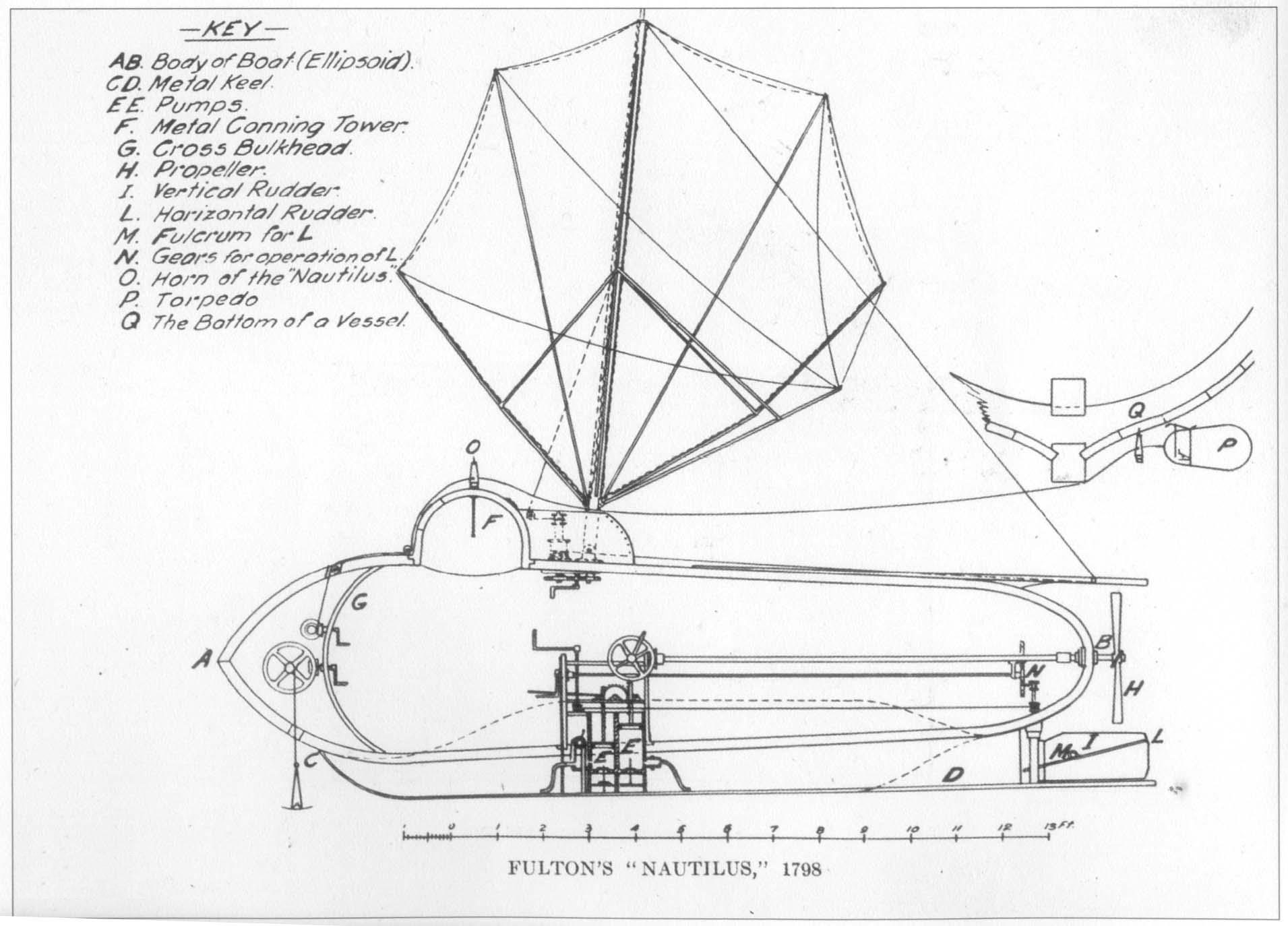
Le sous-marin Nautilus, de Fulton.

Après une première plongée dans la Seine à Rouen en juillet 1800, les essais se poursuivent au large du Havre en 1800 (an VIII), puis en 1801, au large de Camaret, à l'entrée de la rade de Brest. Au mois d’août 1801 un vieux brick est mouillé en rade de Brest. Le Nautilus le fait sauter après avoir effectué un parcours sous l’eau dans des conditions de vitesse, de maniabilité et de durée en immersion très supérieures à ce qu’avait pu réaliser David Bushnell avec The Turtle, et que Fulton avait rencontré aux États-Unis. Le Nautilus réussit à fixer convenablement sa mine et cette expérience constitue le premier exemple connu d’une destruction de bâtiment par un engin sous-marin.
Quoique concluants, ces essais n'arrivent toutefois pas à convaincre les autorités politiques et Napoléon Bonaparte, qui ne crut plus en Fulton, ni dans le Nautilus, ni dans ses bateaux à vapeur qui lui auraient pourtant peut-être permis d'envahir la Grande-Bretagne.
Fulton poursuit cependant ses études sur la propulsion à vapeur, avec le soutien de l’ambassadeur américain à Paris, Robert Livingston, que Fulton a rencontré en 1800.

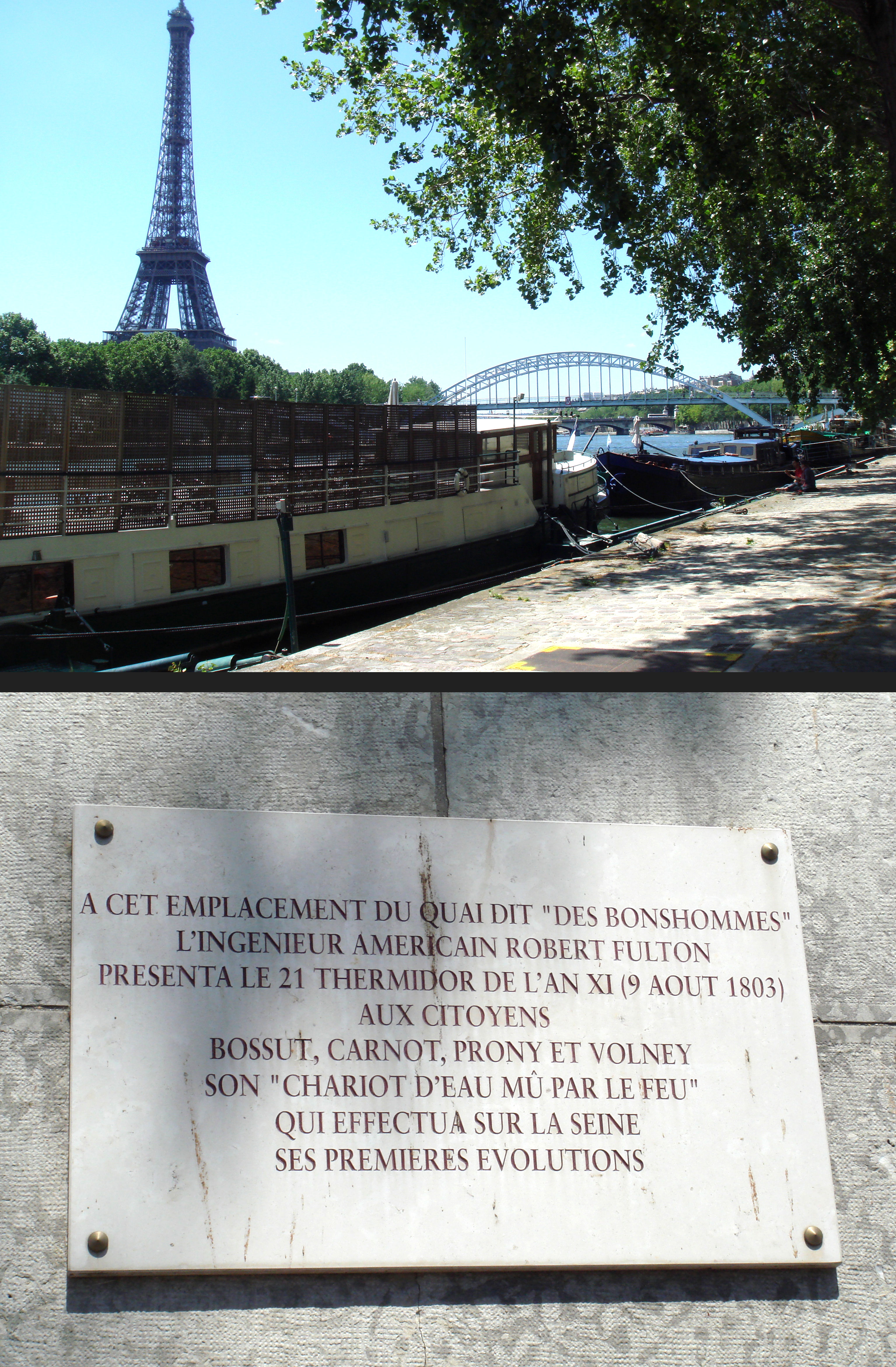
Plaque sur un quai de Seine, le port Debilly, près de l'actuelle passerelle Debilly (Paris).

Au début de l'année 1803, il teste un prototype de bateau à vapeur. C'est un échec : brisé sous le poids de la machinerie, le bateau coule. Fulton se remet au travail et construit un nouveau prototype renforcé, en répartissant la charge de la machinerie sur l'ensemble de la longueur du navire.
Le 9 août 1803, Robert Fulton fait fonctionner le premier bateau à vapeur, sur la Seine, en présence de plusieurs membres de l’Institut : Volney, Prony, Bossut Carnot et de François-André Michaux. Pendant le premier voyage de ce prototype, un seul passager osa accompagner Fulton, le français Andrieux, qui écrivit que, pendant le voyage, Fulton lui fit part des difficultés qu’il avait trouvées en France, et rejetait sur le ministre de la Marine Decrès, ennemi de toute innovation, particulièrement opposé aux idées de Fulton, la responsabilité de l’échec qu’il avait éprouvé auprès du gouvernement français. Fulton prit son parti de ce refus, car c’était pour son pays qu’il avait travaillé et cherché au début de ses travaux. Ayant d’abord songé à offrir son invention aux États-Unis, il s’occupa donc de prendre les dispositions nécessaires pour faire adopter par son pays le système de transports, dont l’expérience venait de lui démontrer toute la valeur, en écrivant aux membres du Congrès de l’État de New York pour faire connaitre les résultats qui venaient d’être obtenus à Paris. Le Congrès dressa alors un acte public, aux termes duquel le privilège exclusif de naviguer sur toutes les eaux de cet État, au moyen de la vapeur, concédé à Livingston, par le traité de 1797, était prolongé, en faveur de Livingston et Fulton, pour un espace de vingt ans, à partir de l’année 1803. On imposait seulement aux associés la condition de produire, dans l’espace de deux ans, un bateau à vapeur faisant quatre milles à l’heure (~6,5 km/h), contre le courant ordinaire de l’Hudson. Dès la réception de cet acte, Livingston écrivit en Angleterre, à Boulton et Watt, pour commander une machine à vapeur, dont il donna les plans et la dimension, sans spécifier à quel objet il la destinait. On s’occupa aussitôt de construire cette machine dans les ateliers de Soho, et Fulton, qui peu de temps après, se rendit en Angleterre, put en surveiller l’exécution.

#### Les obstacles à la guerre sous-marine
Fulton se trouvait, à cette époque, sur le point de quitter la France. Son séjour à Paris, les expériences auxquelles il continuait de se livrer sur le bateau plongeur et ses divers appareils d’attaque sous-marine, suscitaient une grande inquiétude à Londres qui s’effrayait à l’idée de voir diriger contre la marine britannique les agents de destruction que Fulton s’appliquait à perfectionner. Lord Stanhope ayant exprimé ses craintes à la chambre des pairs, il se forma, à la suite de cette communication, une association de riches particuliers à Londres, qui se donnèrent pour mission de surveiller les travaux de Fulton. Cette association adressa, quelques mois après, un long rapport au premier ministre, lord Sidmouth. Les faits qu’il contenait engagèrent ce ministre à attirer l’inventeur en Angleterre, afin de paralyser, s’il était possible, les effets néfastes que l’Angleterre redoutait de l’emploi des machines infernales de Fulton. Un agent secret fut dépêché de Londres, qui se mit en rapport avec Fulton, et lui parla d’une récompense de 15 000 dollars en cas de succès. Fulton se laissa prendre à cette offre avantageuse, et se décida à quitter Paris. Il partit pour l’Angleterre en 1804.
Les délais, les obstacles, la mauvaise volonté qu’il rencontra partout en Angleterre finirent par faire comprendre à Fulton qu’il se trompait lourdement sur les vues du gouvernement britannique, qui ne pouvait s’intéresser au succès d’un genre d’inventions destiné, s’il pouvait réussir, à annuler toute suprématie maritime. Le but du ministère anglais était en réalité simplement, de juger d’une manière positive, la valeur des inventions de Fulton, et de lui en acheter le secret, pour les faire disparaitre. La commission nommée pour examiner son bateau plongeur, en déclara l’usage impraticable. Un projet refusé combinait deux structures où la coque d’un sloop contenait la coque cylindrique étanche de sous-marin. L’espace entre les deux coques servait de « ballast » Ce projet a été retrouvé bien plus tard alors que ce mode de construction s’était imposé. Ce qui fait aujourd’hui reconnaître que Fulton en a été l’inventeur.
Quant à ses appareils d’explosion sous-marine, on exigea qu’il en démontrât l’efficacité, en les dirigeant contre des embarcations ennemies. De nombreuses expéditions s’exécutaient, à cette époque, contre la flottille française et les bateaux plats enfermés dans la rade de Boulogne. Le 1er octobre 1805, Fulton s’embarqua sur un navire et vint joindre l’escadre anglaise en station devant ce port. À la faveur de la nuit, il lança deux canots munis de torpilles contre deux canonnières françaises, mais l’explosion des torpilles ne fit aucun mal à ces embarcations. Seulement, au bruit de la détonation, les matelots français se crurent abordés par un vaisseau ennemi. Voyant que l’affaire en restait là, ils rentrèrent dans le port, sans pouvoir se rendre compte des moyens que l’on avait employés pour opérer cette attaque, au milieu de l’obscurité de la nuit. Fulton se plaignit hautement que l’échec qu’il venait d’éprouver avait été concerté par les Anglais eux-mêmes, et il demanda à en fournir la preuve. Le 15 octobre 1805, en présence du ministre Pitt et de ses collègues, il fit sauter, à l’aide de ses torpilles, un vieux brick danois du port de 200 tonneaux, amarré, à cet effet, dans la rade de Walmer, près de Deal, à une petite distance du château de Walmer, résidence de Pitt. La torpille contenait 170 livres de poudre. Un quart d’heure après que l’on eut fixé le harpon, la charge éclata et partagea en deux le brick, dont il ne resta au bout d’une minute que quelques fragments flottants à la surface des eaux. Malgré ce succès, ou peut-être à cause de ce succès, le ministère anglais refusa de s’occuper davantage des inventions de Fulton. On lui offrit seulement d’en acheter le secret, à condition qu’il s’engagerait à ne jamais les mettre en pratique, mais l’ingénieur américain repoussa bien loin cette proposition : « Quels que soient vos desseins, répondit-il aux agents du gouvernement chargés de lui faire cette ouverture, sachez que je ne consentirai jamais à anéantir une découverte qui peut devenir utile à ma patrie. »

#### LeClermontet la navigation à vapeur
Cependant, tout en s’occupant de ses inventions sous-marines, Fulton ne perdait pas de vue, pendant son séjour en Angleterre, le projet de son associé Livingston, relatif à l’établissement de la navigation par la vapeur aux États-Unis. Il s’occupa avec ardeur de la construction de l’appareil de navigation à vapeur qu’il avait commandé à l’usine de Boulton et Watt, à Soho, et qui devait servir à tenter à New York l'entreprise qui avait déjà échoué dans un si grand nombre de pays. Il s’inspirait, pour le modèle de l’appareil moteur de son bateau, des essais qui venaient d’être réalisés en Écosse par William Symington, pour établir la navigation à vapeur sur les canaux, demandant même une démonstration de sa Charlotte Dundas à ce dernier avant de reprendre le chemin des États-Unis.

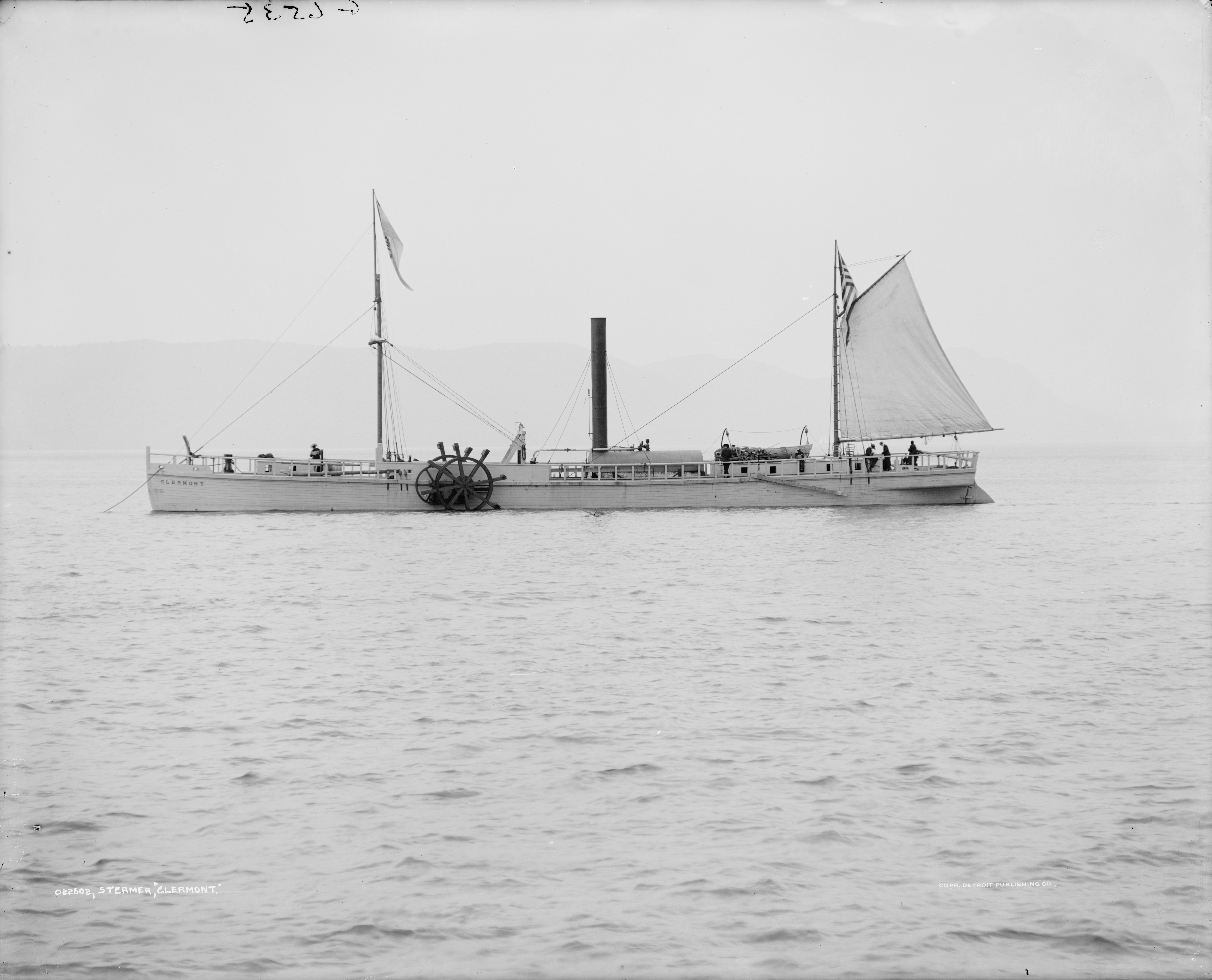
Réplique du Clermont en 1907.

La machine à vapeur commandée par Livingston et Fulton, en 1804, à l’usine de Boulton et Watt, fut terminée au mois d’octobre 1806. Fulton s’embarqua, à cette date, à Falmouth, pour retourner aux États-Unis où il arriva, le 13 décembre, à New York. Dès son arrivée, Fulton s’occupa, de concert avec son associé Livingston, de faire construire le bateau qui devait recevoir la machine à vapeur arrivée de Soho en même temps que Fulton, et leur assurer le privilège promis par le Congrès des États-Unis. Ce bateau, appelé le Clermont, du nom d’une maison de campagne que Livingston possédait sur les rives de l’Hudson, qui fut construit dans les chantiers de Charles Brown, mesurait 50 mètres de long sur 5 de large ; il jaugeait 150 tonneaux ; le diamètre de ses roues à aubes était de 5 mètres. La force de la machine à vapeur de ce puissant bateau de rivière était de 18 chevaux. Elle était à double effet et à condenseur. Le piston avait vingt-quatre pouces anglais de diamètre et quatre pieds de course. La chaudière avait vingt pieds de longueur, sept pieds de profondeur et huit de largeur. Le Clermont était muni de deux roues de fonte, placées de chaque côté du bateau. L’appareil mécanique du Clermont comportait déjà la plupart des dispositions qui ont été employées plus tard pour les machines de navigation fluviale.
Terminé au mois d'août 1807, le Clermont sortit, le 10 du mois, des chantiers de Charles Brown, et le lendemain, à l’heure fixée pour son essai public, il fut lancé sur la rivière de l’Est. Fulton monta sur le pont, tout entier à l’observation de son bateau, afin de reconnaître ses défauts et les moyens de les corriger. Il s’aperçut ainsi que les roues avaient un trop grand diamètre et que les aubes s’enfonçaient trop dans l’eau. En modifiant leurs dispositions, il obtint un accroissement de vitesse. Cette réparation, qui dura quelques jours, étant terminée, Livingston et Fulton firent annoncer par les journaux, que le Clermont, destiné à établir un transport régulier de New York à Albany, situés tous les deux sur les bords de l’Hudson, distants d’environ 240 km, partirait le lendemain, 17 août 1807, pour cette dernière ville.
L’annonce de cette première ligne commerciale régulière à vapeur aux États-Unis causa beaucoup de surprise à New York. Bien que tout le monde eut été témoin de l’essai parfait exécuté peu de jours auparavant, on ne pouvait croire encore à la possibilité d’appliquer un bateau à vapeur à un service de transports. Aucun passager ne se présenta et Fulton dut faire le voyage seul avec les quelques hommes employés à bord, mais la traversée de New York à Albany ne laissa aucun doute sur les avantages de la navigation par la vapeur. Le Clermont fit la traversée en trente-deux heures et revint en trente heures. Il marcha le jour et la nuit, ayant constamment le vent contraire, et ne pouvant se servir une seule fois des voiles dont il était muni. Parti de New York le lundi, à une heure de l’après-midi, il était arrivé le lendemain à la même heure à Clermont, maison de campagne du chancelier Livingston, située sur les bords du fleuve. Reparti de Clermont le mercredi à 9 heures du matin, il touchait à Albany à 5 heures de l’après-midi. Le trajet avait donc été accompli en trente-deux heures, ce qui donne une vitesse de deux lieues par heure (~10 km/h). Ainsi la condition imposée par l’acte du Congrès avait été remplie.

### Dernières années

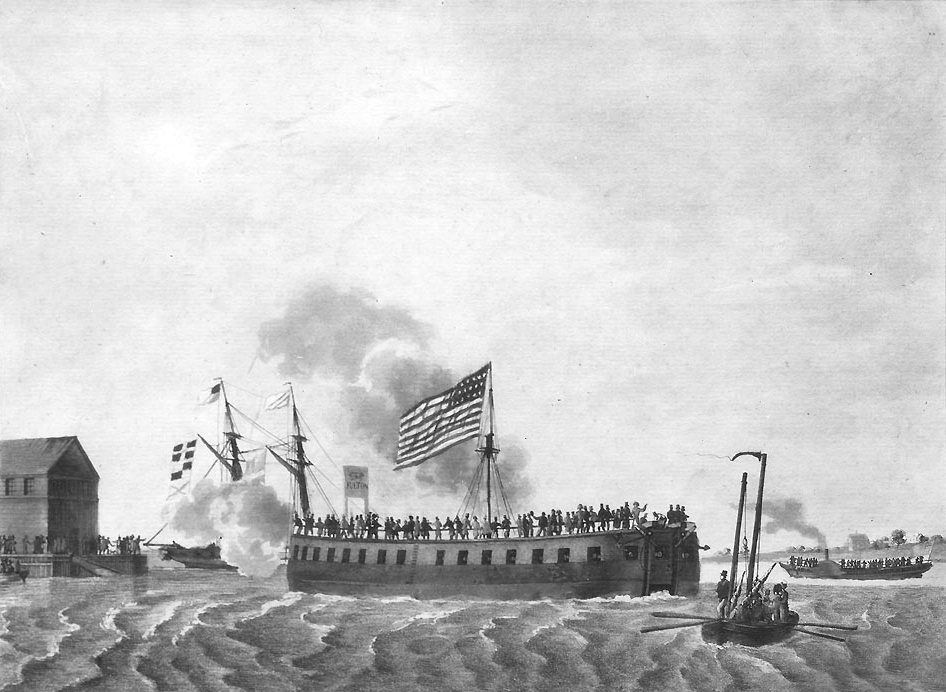
Le Démologos 1814.

Il construit par la suite d'autres bateaux à vapeur, et dessine le premier navire de guerre à vapeur, une sorte de batterie flottante équipée de vingt canons (huit de chaque bord et deux "en chasse" à l'avant et à l'arrière. Ce navire, baptisé Démologos, est très original : il s'agit d'une sorte de ponton catamaran et l'unique roue à aubes de propulsion a été placée dans un puits central, pour la protéger des tirs ennemis, ce qui montre que Fulton avait conscience de la vulnérabilité des roues latérales classiques, un problème qui sera résolu avec l'adoption de l'hélice. Équipé d'un gouvernail à chaque extrémité, le Démologos est pratiquement amphidrome mais sa coque pataude et sa machine peu fiable le confinent à un rôle de défense côtière. Rebaptisé du nom de l'inventeur à la mort de ce dernier, le Démologos ne sera jamais utilisé en combat réel.
Le corps de Fulton est enterré au cimetière de Trinity Church, à Manhattan.

## Dans la fiction
- Dans le film Austerlitz (1960) d'Abel Gance, le rôle de Robert Fulton est interprété par Orson Welles.
- Dans le film Les Révoltés du Clermont (Little Old New York, 1940), le rôle de Robert Fulton est interprété par Richard Greene.